# Иващенко, Григорий Севастьянович
Григорий Севастьянович Иващенко (род. 1911, Моринцы, Киевская губерния) — советский борец классического стиля, чемпион и призёр чемпионатов СССР, мастер спорта СССР. Занимался борьбой с 1937 года. Участник Великой Отечественной войны. По одним данным погиб под Севастополем в 1942 году. По другим — пропал без вести в сентябре 1945 года.

## Спортивные результаты
- Чемпионат СССР по классической борьбе 1940 года — ;
- Чемпионат СССР по классической борьбе 1941 года — ;